# Archaeoattacus
Archaeoattacus este un gen de molii din familia Saturniidae, subfamilia Saturniinae. Speciile din acest gen sunt răspândite în și Himalaya, Sundaland și Malaezia Peninsulară.

## Specii
Acest gen conține doar două specii:
- Archaeoattacus staudingeri (Rothschild, 1895)
- Archaeoattacus edwardsii (White, 1859)